# Jennifer Egan
Jennifer Egan (Chicago, 6 de setembre de 1962 és una escriptora estatunidenca.

## Biografia
Jennifer Egan va néixer a Chicago, però als set anys es va traslladar, amb la seva mare, a San Francisco, després del divorci dels seus pares. Va estudiar literatura anglesa a la Universitat de Pennsilvània i, posteriorment, va estudiar dos anys al St John's College de la Universitat de Cambridge. Després de viatjar un temps per Europa, va tornar als Estats Units, i va fixar la seva residència a Nova York. Va començar publicant relats curts en prestigioses publicacions com la revista The New Yorker.
El 1995 va publicar la seva primera novel·la, The Invisible Circus, que va ser molt ben acollida per la crítica, a la qual succeí la col·lecció de relats Emerald City, de 1996. Les següents novel·les foren Look at Me (2001), finalista del National Book Award, i The Keep (2006), traduïda al català com La torre mestra. La novel·la A Visit from the Goon Squad —publicada en català com El temps és un cabró— va ser guardonada amb el Premi Pulitzer d'Obres de Ficció; està dividida en tretze capítols protagonitzats per personatges relacionats amb la indústria de la música i té una estructura narrativa molt lliure, amb salts en el temps i grans diferències estilístiques. L'empresa HBO ha comprat els drets per convertir aquesta novel·la en una sèrie, com ja havia fet amb The Invisible Circus. La seguí Manhattan Beach (2017), també traduïda al català, que ha estat distingida amb la Medalla Andrew Carnegie per l'Excel·lència en la Ficció.

## Obres

### Novel·les
- The Invisible Circus (1995)
- Look at Me (2001)
- The Keep (2006) (La torre mestra, Barcelona, Edicions 1984, 2013)[2]
- A Visit from the Goon Squad (2010) (El temps és un cabró, Barcelona, Edicions 1984, 2011)
- Manhattan Beach (2017) (Manhattan Beach, Barcelona, Edicions 1984, 2019)[7]

### Relats breus
- Emerald City (1996)
- Black Box (2012)